# ارین کلیمن
ارین مای کلیمن (انگلیسی: Erin Mae Kellyman؛ زادهٔ ۱۷ اکتبر ۱۹۹۸) بازیگر انگلیسی است. کلیمان به عنوان Enfys Nest، رهبر شورشیان ابر سواران، در  داستانی از جنگ ستارگانایفای نقش کرده و در سریال دیزنی پلاس فالکون و سرباز زمستان در نقش کارلی مورگنتا بازی می‌کند که در دنیای سینمایی مارول قرار دارد.

## سنین جوانی و تحصیل
کلیمن در شهر تامورث به دنیا آمده بود و در مدرسه راولت تحصیل کرد و فارغ‌التحصیل کارگاه تلویزیونی ناتینگهام است.

## فیلم‌شناسی

### فیلم
| سال  | عنوان                       | نقش        | کارگردان    | یادداشت  |
| ---- | --------------------------- | ---------- | ----------- | -------- |
| ۲۰۱۸ | انفرادی: داستان جنگ ستارگان | Enfys Nest | رون هوارد   |          |
| ۲۰۲۱ | شوالیه سبز                  | وینفرد     | دیوید لووری | پس تولید |

### تلویزیون
| سال       | عنوان                     | نقش           | یادداشت          |
| --------- | ------------------------- | ------------- | ---------------- |
| ۲۰۱۵–۲۰۱۶ | تربیت‌یافته توسط گرگ‌ها     | کتی           | ۵ قسمت           |
| ۲۰۱۷      | دایی                      | الینور        | ۱ قسمت           |
| ۲۰۱۸–۲۰۱۹ | بینوایان (مینی‌سریال ۲۰۱۸) | اپونین        | ۳ قسمت           |
| ۲۰۱۹      | درایور را فراموش نکنید    | کایلا         | ۶ قسمت           |
| ۲۰۲۰      | زندگی                     | مایا          | ۶ قسمت           |
| ۲۰۲۱      | فالکون و سرباز زمستان     | کارلی مورگنتا | سری محدود ۴ قسمت |